# جون سومی
جئون سومی (به انگلیسی: Jeon somi،  با نام اصلی Ennik som douma) (زادهٔ ۹ مارس ۲۰۰۱) خواننده کانادایی-هلندی-کره‌ای است.
کسی که رتبه اول را در مسابقه کره‌ای شبکه ام‌نت به نام produce 101 به دست آورد. او سنتر گروه آی.او. آی بود. سومی به کمپانی black lebel که زیر مجموعه کمپانی yg است پیوست و اولین آهنگ سولوی خود به نام birthday را منتشر کرد.